# 中山教会 (台北市)

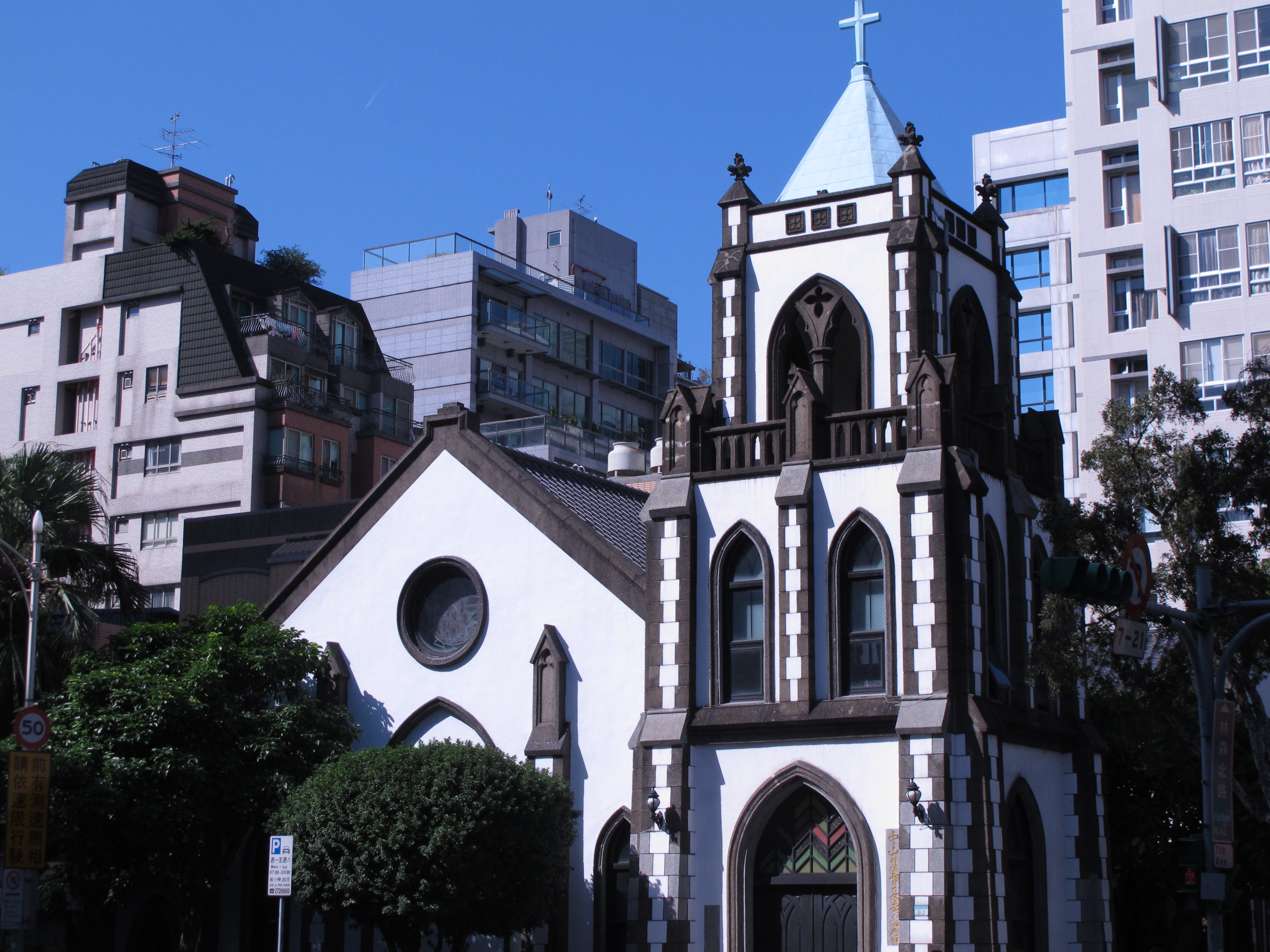
中山教会（台湾・台北市）

中山教会（ちゅうざんきょうかい、中国語: 中山教会、英語: Chungshan Church, Taipei）は、台湾・台北市にあるプロテスタント教会である。1937年に日本聖公会によって台北市大正町に大正町教会として建てられた教会で、1972年からは台湾基督長老教会の所有となり、中山区にある中山教会とよばれている。

## 大正町教会
1895年以降、日本統治時代の台湾では、日本のキリスト教諸宗派は合意して、宗派を問わず「基督一致教会」を契機として台湾各地への宣教を開始した。同時に一致教会は、1896年5月に河合神助牧師を特別に台湾に派遣し、布教活動を開始した。
1927年、台北市へ日本人キリスト教徒が移民として増加し、日本人キリスト教徒専用の幸町教会（現：済南教会）だけでは足りなくなったため、大正町（現在の教会堂がある林森南北路の交差点）に民家を借りてキリスト教教会を開き、これは日本聖公会に属しており、大正町教会と呼ばれていた。

## 建設の歴史
民家を教会として利用していた同教会は1930年代半ば、大正町教会の場所に新しい教会を建てることを決め、地元の台湾のキリスト教徒と日本のキリスト教徒が協力して資金を集めた。1937年、現在の大正町教会の場所に英国ゴシック様式の教会が正式に完成した。また、この教会は台湾と日本のキリスト教徒が協力して資金を集めたため、台湾で初めて台湾のキリスト教徒と日本のキリスト教徒が一緒に礼拝する場所となった。

## 建築の特徴
教会は主に白い洗石で装飾されており、その向きは西から東へ向いている。外観的には、尖塔、鐘楼、ステンドグラスの窓、尖ったアーチ窓、控え壁を備えたゴシック様式の教会である。また、教会の祭壇の造りは、向かって左側が司祭の説教台、右側が信徒の証し台となっており、これも世界中の聖公会の特徴である。
内装面での最大の特徴は、3階建ての鐘楼と屋内にある片持ちアーチの支柱で、この二点は台湾では珍しいものである。1996年には、台北市政府はその建築上の重要性を理由に市定古跡（市指定の史跡・文化財）に指定した。

## 現状
戦後、この教会は純粋に台湾語で説教を行う地方教会に変わったが、1972年に台湾長老教会が所有権を取得してからは、日曜日の活動やさまざまな交わりを拡大した。現在この教会には、毎週日曜日に約300人の大人、約100人の子供や青少年が教会に集まり、色々な集会に参加しており、平日にもさまざまな集会が開かれている。さらに、松梅学院と児童合唱団もある。

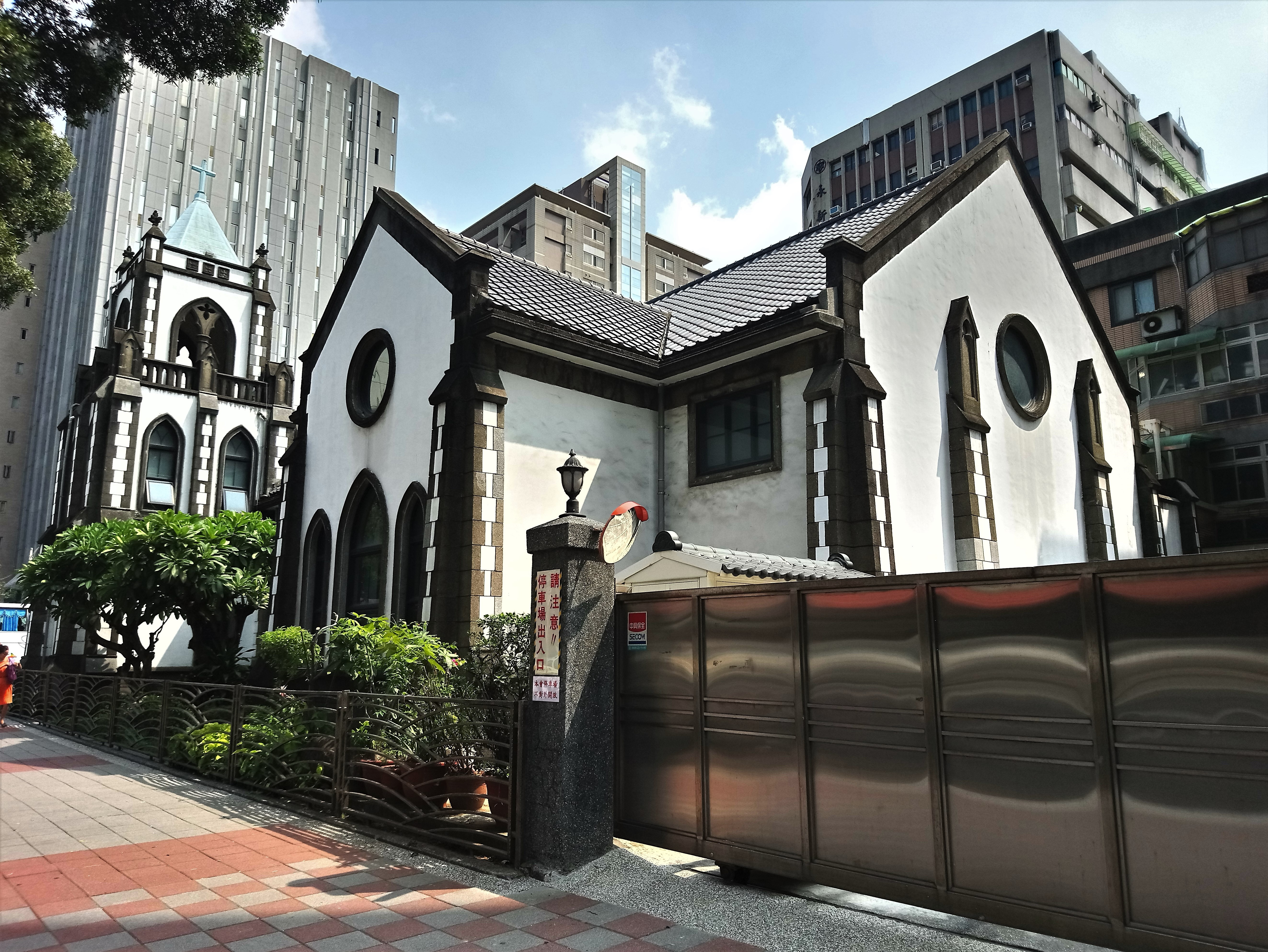
後側
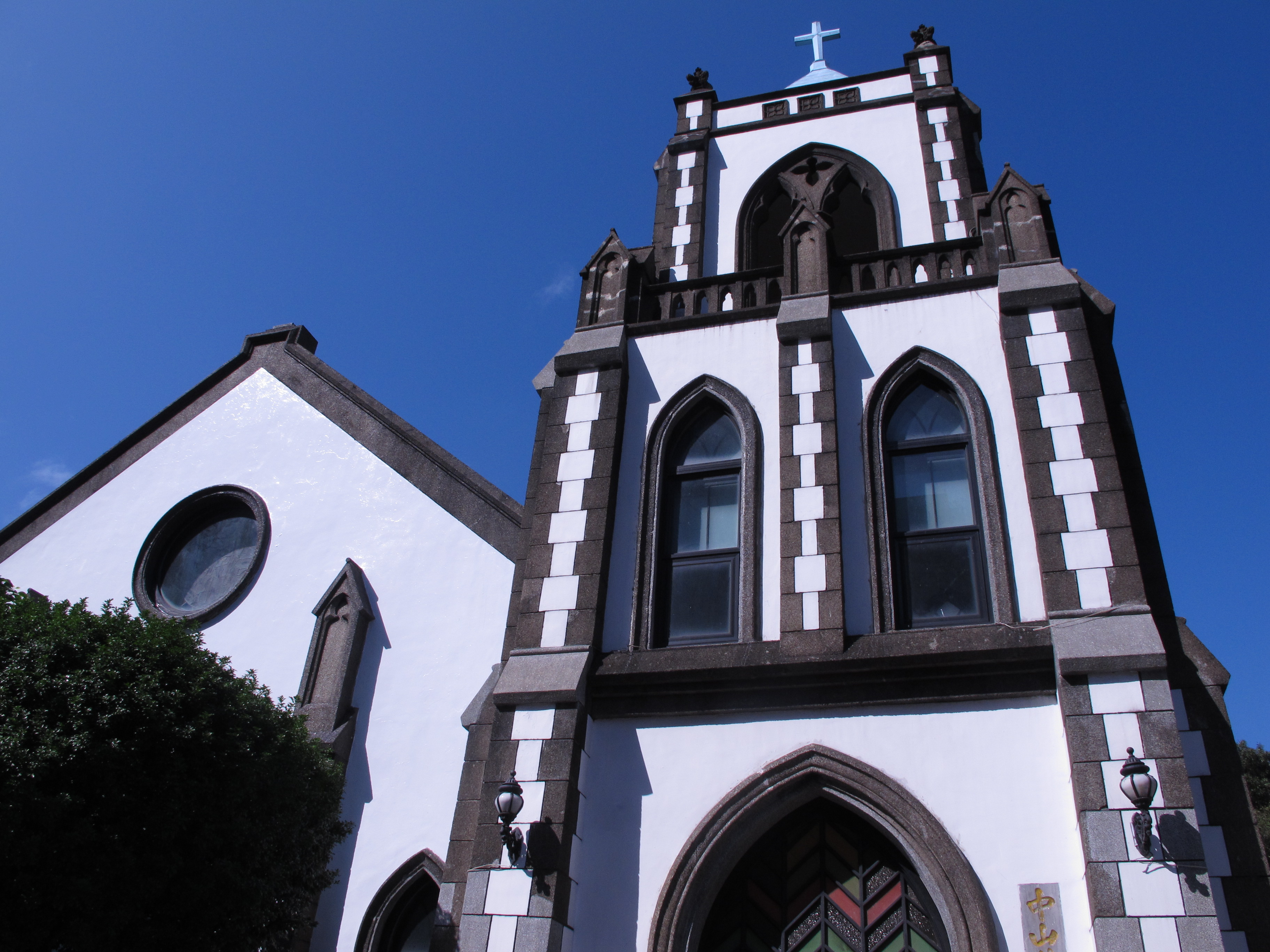
正面
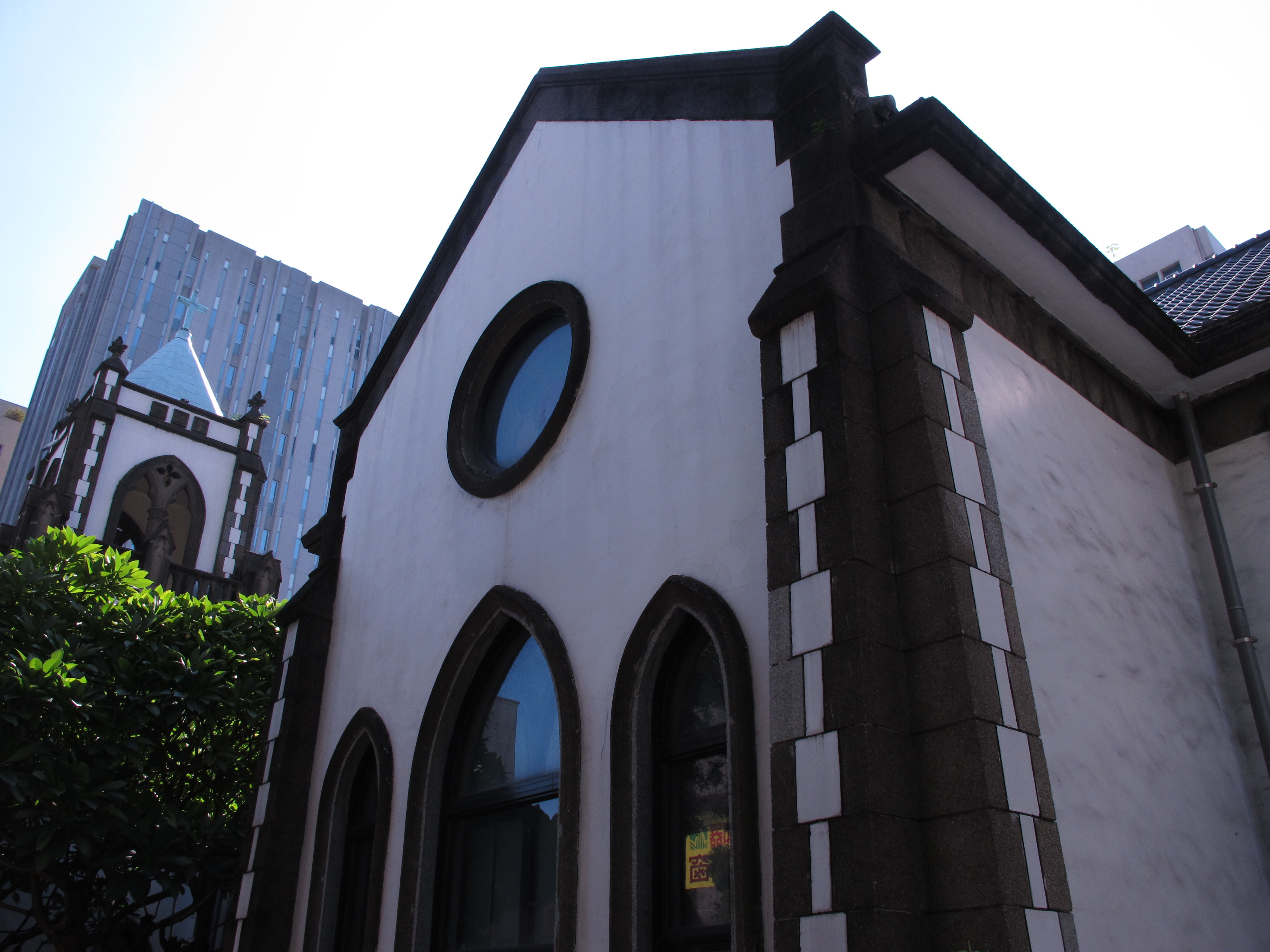
側面
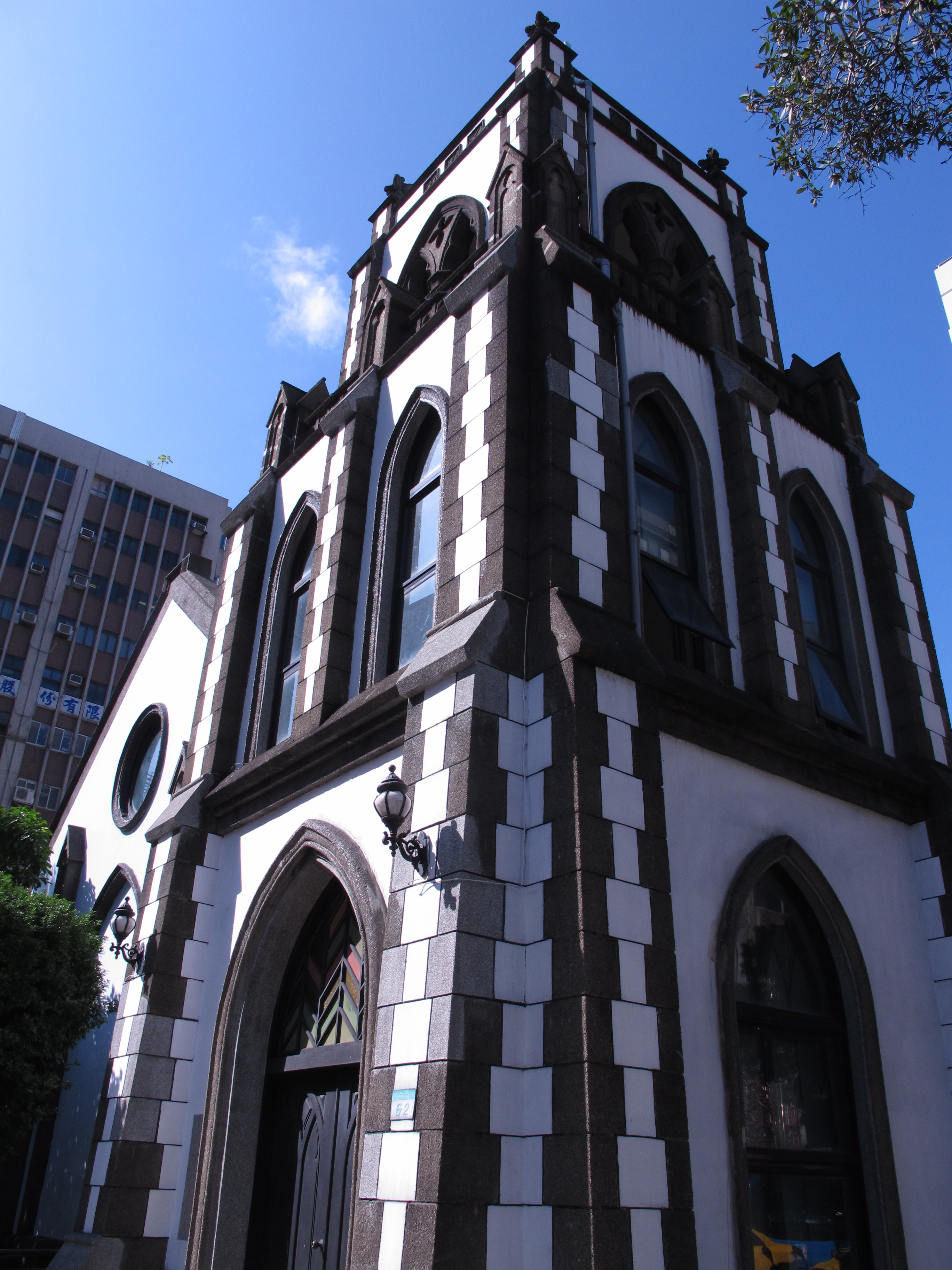
三層の塔楼
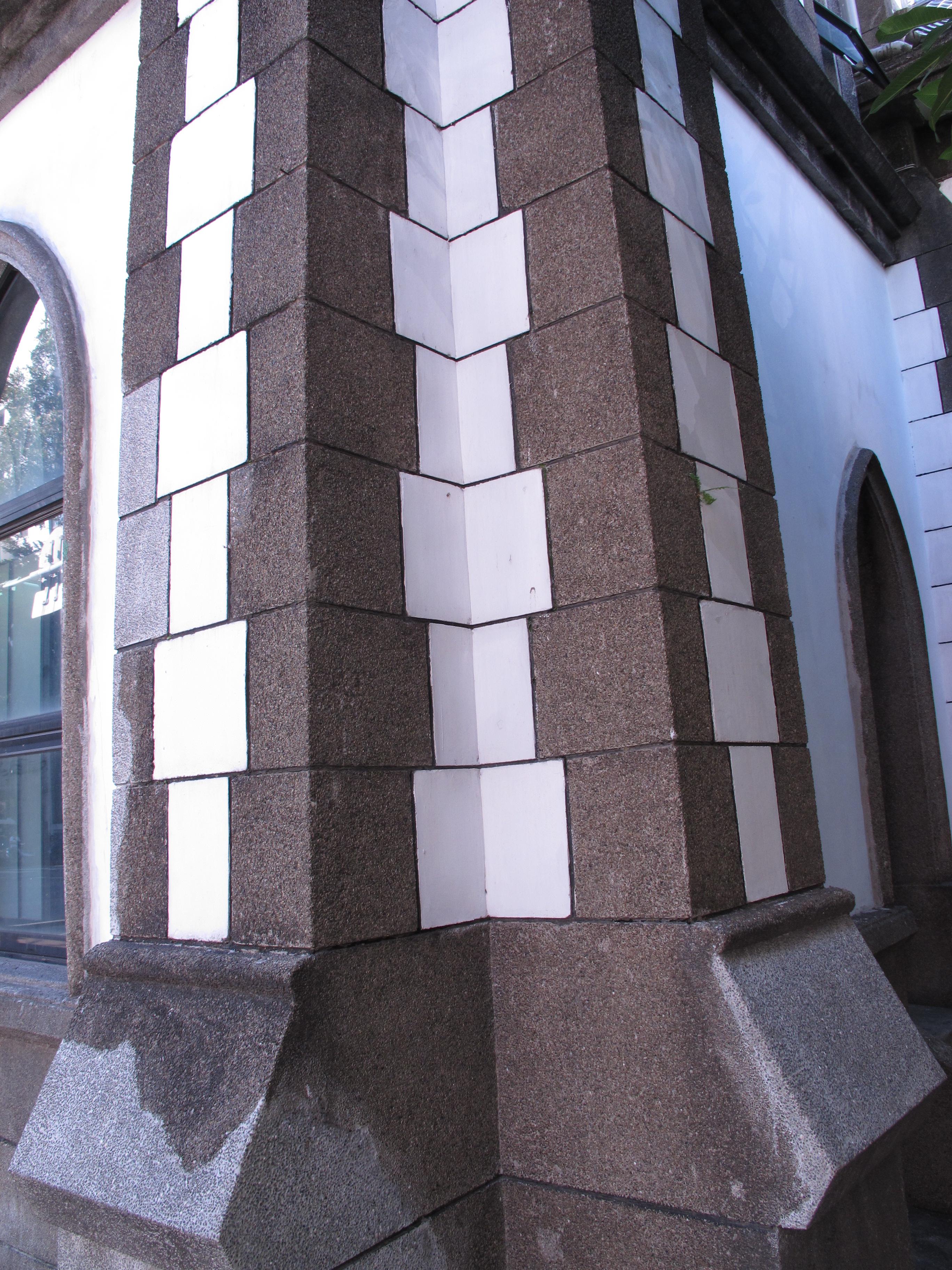
洗石の外壁

## 参照項目
- 台湾のキリスト教
- 台湾基督長老教会 - 台湾で一番多いプロテスタントの教会
- 済南基督長老教会（中国語版） - 台北市にあるやはり日本起源のプロテスタントの教会
- 聖母無原罪司教座堂 - 台北市のカトリック教会の大聖堂